# Церковь народа гуанчи
Церковь народа гуанчи (исп. Iglesia del Pueblo Guanche) — новое религиозное движение-реконструкция неоязыческого толка, основанное в 2001 году в городе Сан-Кристобаль-де-ла-Лагуна, Тенерифе, Канарские острова.
Церковь народа гуанчи основывает своё учение и обряды на реконструированной мифологии народа гуанчи и декларирует своей целью распространение своего учения. Адепты этой религиозной общины поклоняются Богине-матери Чаксиракси и богиням-матерям других религий. С точки зрения адептов этого движения, Богиня-мать имеет разнообразные проявления в различных местах, поэтому движение принимает и разрабатывает мифологические учения о богине-матери других народов. Считается, что это религиозное движение подобно другим современным неоязыческим общинам, которые реконструируют языческие религии прошлого, например кеметизм, додекатеизм в Греции и Асатру в Скандинавии.. Церковь народа гуанчи тесно связана с Движением за самоопределение и независимость Канарских островов (MPAIAC).  
Приверженцы Церкви народа гуанчи проводят различные религиозные ритуалы, в частности публичные обряды инициации, свадьбы и встречи, не предназначенные для публичного освящения. В 2002 году было проведено первое публичное обручение адептов общины на горе Гуаза, которая считается священной. Это мероприятие привлекло внимание общественности, туристов и освещалось в местных СМИ. 
В настоящее время Церковь народа гуанчи насчитывает около 300 последователей и их численность постепенно увеличивается.